# 伊斯特利火车工厂
伊斯特利工场（英語：Eastleigh Works）是一座位于英格兰汉普郡伊斯特利的铁路车辆建造及维修工场。

## 早期历史
该工场最初由伦敦与西南铁路（LSWR）于1891年建立，作为建造及维修车卡之用。1903年，LSWR在总机械工程师杜格尔德·德拉蒙德的领导下在伊斯特利工场设立一所大型的机务段，以取代位于南安普顿北村的保养和维修车间，旁边则设置一个有15条股道的机车库。
1910年1月，LSWR把位于伦敦九榆树的机车制造厂也搬迁到伊斯特利工场。
在德拉蒙德的监督下，多款LSWR的蒸汽机车在伊斯特利工场生产，包括S14型0-4-0机车、M7型0-4-4T机车、P14和T14型4-6-0机车，以及D15型4-4-0机车等。
1912年，罗伯特·悠莱接替德拉蒙德为LSWR的总机械工程师。他在伊斯特利工场设计和制造的机车包括H15、S15以及绰号为“亚瑟王”（英語：King Arthur）的N15型4-6-0机车、G16型4-8-0机车，以及H16型4-6-0T机车。

## 南方铁路时代
1923年，包括LSWR在內的多间服務英格兰南部的铁路公司根据两年前通过的铁路法案合并成为南方铁路公司。伊斯特利成为新公司的主要工场。新的总机械工程师理查德·曼塞尔在伊斯特利进行了一系列的重新组织工作，并为南方铁路设计和建造了多款新型机车，包括尼尔森勋爵型4-6-0机车、V型（“学校”型）4-4-0机车、U1型2-6-0机车、W型2-6-4T机车和Q型0-6-0机车。
1937年，奥利弗·布利德接任南部铁路的总工程師，並在伊斯特利建造了全数30台商船型机车，以及6台西南型4-6-2机车。二战期间，伊斯特利工场更为伦敦米德兰和苏格兰铁路公司建造了23台8F型2-8-0机车。
直至1950年、伊斯特利工场停止建造蒸汽机车为止，一共有320台机车从这个工场诞生。
1945年，伊斯特利工场开始建造全钢材车厢，而且很早就以塑料和玻璃纤维增强树脂制造车门、座椅和车顶部件。

### 军事生产
与英国本土境內多数铁路工厂一样，伊斯特利工场在二战期间亦被征用作军事制造用途。1938年，伊斯特利工场开始生产部件，用以改装布伦海姆轰炸机为战斗机之用。该工厂亦与其他铁路和私人工厂合作生产霍萨型滑翔机，用以在D日携带士兵空袭抢滩。另外，伊斯特利工场与兰辛工场合作，生产了200架尾翼飞机。它还生产了1,500个反坦克炮筒，并与布莱顿铁路工坊合作，生产了240个多管火箭弹发射器，以及登陆艇、加油车和港口发射器。

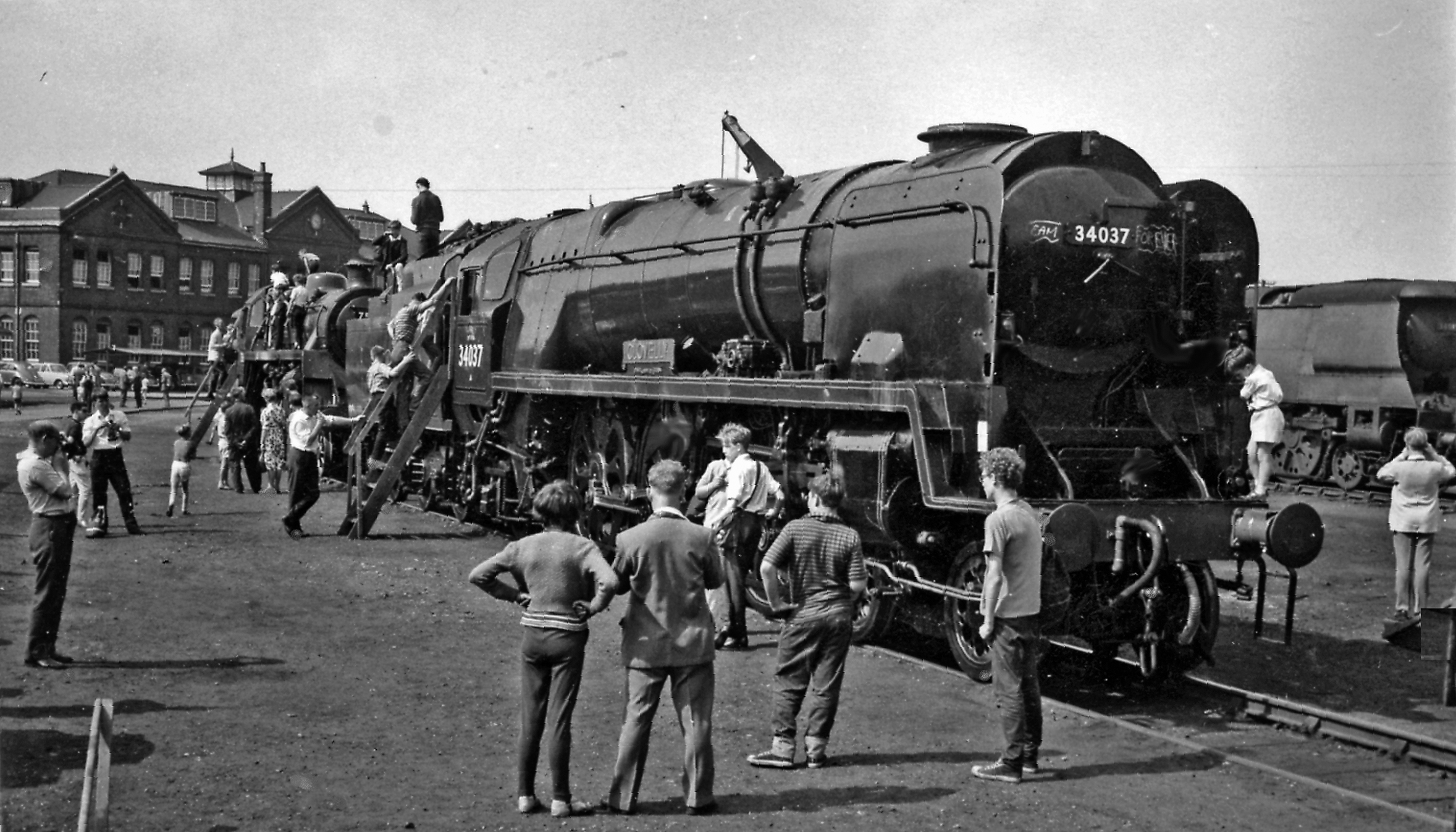
1964年8月的伊斯特利工场

## 英国国铁时代
英国铁路国有化后，伊斯特利工场成为英国国铁南部分区属下的厂房。该分区部门在1950年停办了伊斯特利工场的蒸汽机车制造业务。工厂在1956年至1961年被用作重建90多辆在布利德时代制造的西南型4-6-2机车，之后其主业逐渐转为蒸汽机车和内燃机车的维修工作。
1962年，英国铁路再次重组伊斯特利工场的业务，并出售了车厢工厂的用地，原有的车厢和电力动车组的维修工作则被转移到机务段厂房中。同年，首6台73型柴电双模式机车在伊斯特利工场制成出厂，而余下的机车则由英格兰北部的瓦肯铸造厂负责建造。
1967年，位于伊斯特利工场机务段旁边的车库关闭。

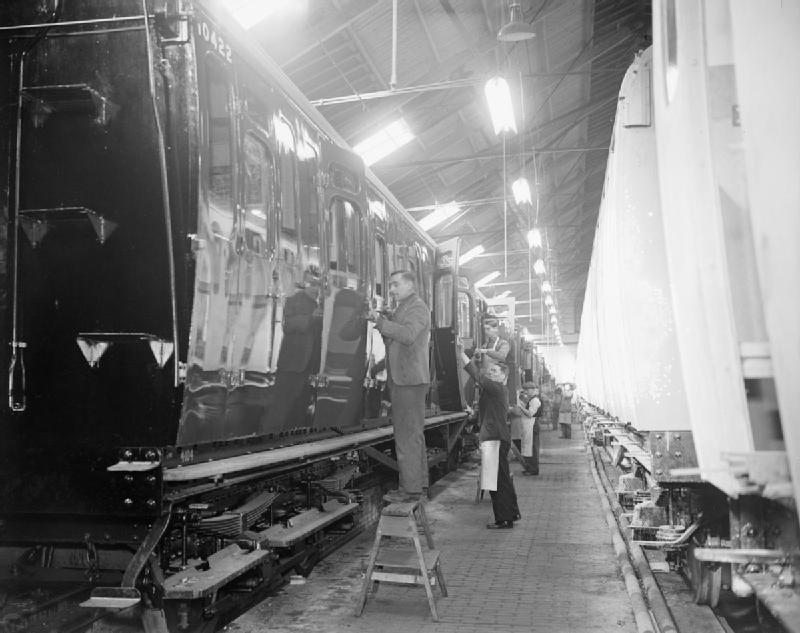
1944年，土耳其政府委派代表前来伊斯特利工场学习

## 私有化后

A circular view from a central part of the sheds in November 2014.

1990年代，英国铁路公司私有化。1995年6月，伊斯特利工场被英国铁路工程公司售予工场的管理人员，并易名为韦塞克斯列车维护公司（英語：Wessex Traincare）。1998年，该厂再被出售予阿尔斯通，公司名称遂加上阿尔斯通（即成为阿尔斯通韦塞克斯列车维护公司）。此时工场的主要业务为维修铁路客车及动车组车廂。
2004年，阿尔斯通公司宣布，由于铁路車廂维修工作市场持续萎缩，他们将关闭伊斯特利工场。2006年3月，工场完成翻新南方铁路的英国铁路455型电力动车组后正式关闭。
圣莫德文地产公司自2002年起负责伊斯特利工场地皮的管理工作，並将工场原有的占地分租予多间公司，包括Knights Rail Services和Arlington Fleet Services。截至2010年，该地块的设施包括高架起重机、三轨供电、油漆设施和加油设施。此外，西门子还在现场进行了西南铁444型和450型列车的维修，并在现场存放了Network Rail MPV。

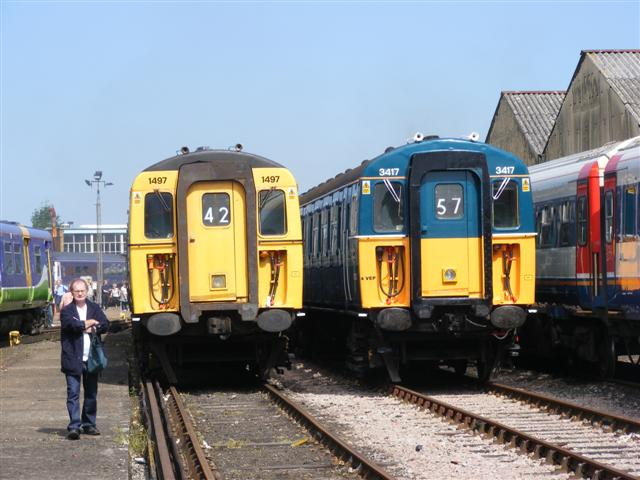
停在工厂的100系列车

2018年1月，由St Modwen Properties和Salhia Real Estate共同拥有的KPI Property Investments以2000万英镑的价格将该工程出售给第一太平戴维斯的企业养老基金客户。

### 骑士铁路服务（Knights Rail Services）
2007年，Knights Rail Services (KRS)开始在该地块上运营，用于存放非租赁的机车车辆，并进行维修和整修。该公司清除了伦敦地铁A60、A62车型上的石棉。2012年1月，KRS签署了一份延长至2016年的场地租赁合同。2012年9月，KRS被共同承租人Arlington Rail Services收购。

### 阿灵顿车队集团（Arlington Fleet Services）
阿灵顿车队集团是由提供仓储设施的阿灵顿铁路服务有限公司、提供铁路车辆维修和保养的阿灵顿车队服务有限公司和提供油漆车间设施的阿灵顿车队服务有限公司组成。阿灵顿车队服务有限公司由一群铁路工程专业人员于2004年成立，负责铁路车辆维修（包括重型维修）。2012年9月，阿灵顿从KRS手中接过了工作和各种活动，成为该工地的主要租户。

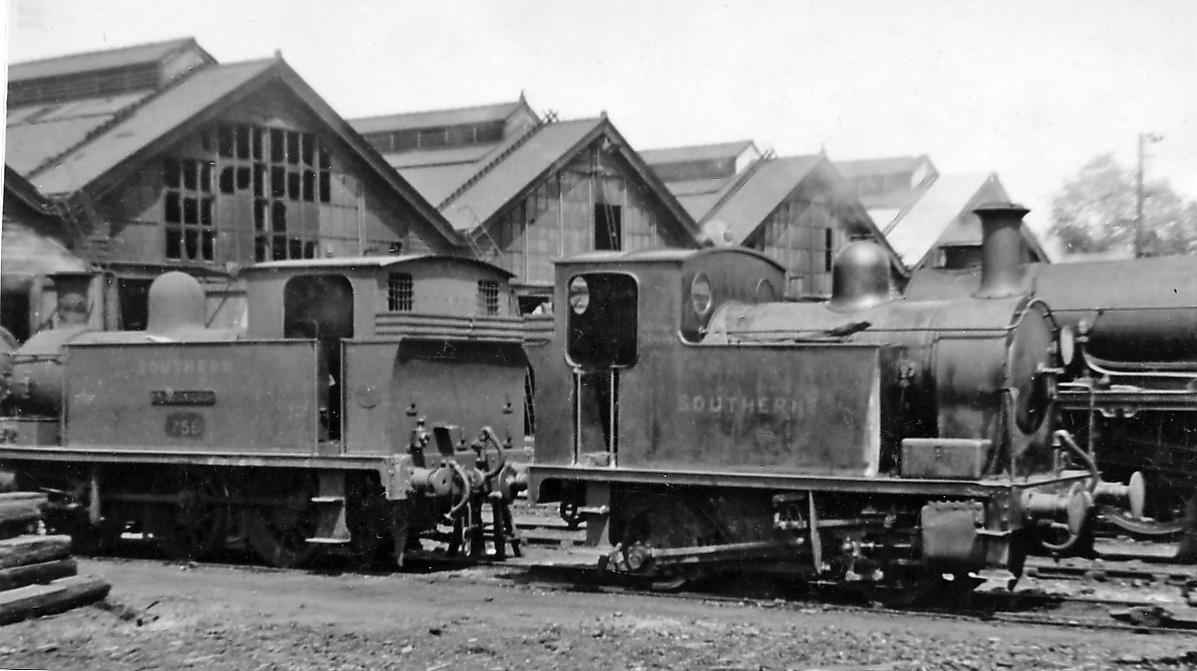
两台在伊斯特利工场接受维护的蒸汽机车，摄于1946年7月11日

### 脚注
1. ↑  "On shed" Rail Express issue 259 December 2017 page 22
2. 1 2  Hawkins (1979), pp. 28–9.
3. ↑  Larkin (2008), p.19
4. ↑  . Rail Magazine (UK). 1996-02-28, (273): 14 （英语）.
5. ↑   [伊斯特利火车工厂走向倒闭]. 铁路学刊 (UK). 2005年2月, (1246): 5 （英语）.
6. ↑  , railwaybritain.co.uk,   [2012-01-23], （原始内容存档于2010-04-12）
7. ↑  迈克尔·哈里森（Michael Harrison）,  [阿尔斯通关闭火车工厂], 獨立報 (英国倫敦), 2004-12-18 （英语）
8. ↑  , rail-services.net (Knights Rail Services),   [2020-04-12], （原始内容存档于2013-09-11）

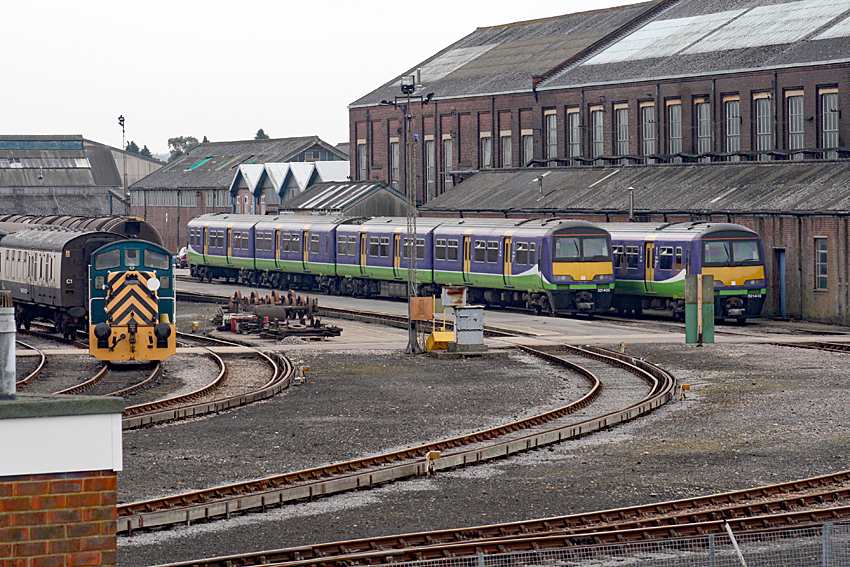
2010年的伊斯特利工场

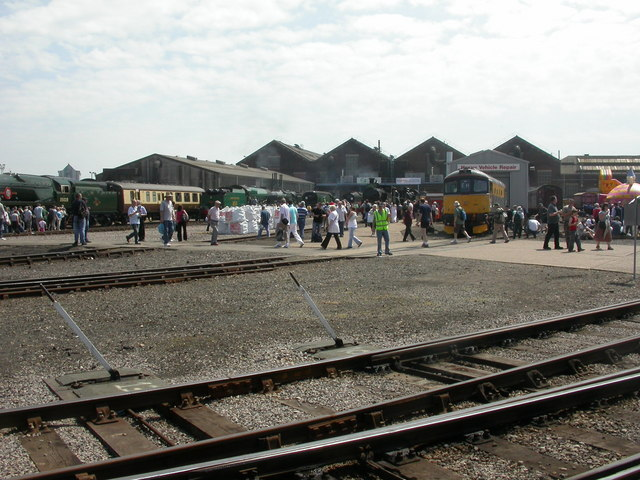

9. ↑  "Goodbye Eastleigh Works as last unit leaves" Rail Express issue 120 May 2006 page 44
10. ↑  , stmodwen.co.uk (St. Modwen Properties Plc),   [2012-02-05], （原始内容存档于2012-03-17）
11. ↑  , rail-services.net (Knights Rail Services),   [2012-01-22], （原始内容存档于2012-02-26）
12. ↑  . 铁路学刊 (英国). 2010年1月, (总第1305期): 第76页 （英语）.
13. ↑  Slominski, Stephen. . 2018-01-10  [2018-02-02]. （原始内容存档于2020-12-05）.
14. ↑  "Arlington takes control of Eastleigh Works" Rail Express issue 198 November 2012 page 11
15. ↑  . 铁路学刊 (英国). 2012年11月, (总第1339 期): 第7页 （英语）.
16. ↑  . SOUTHERN COUNTIES RAILWAY SOCIETY. November 2012  [2018-02-03]. No 767 Nov 2012. （原始内容存档于2018-02-02）.
17. ↑  , arlington-fleet.com (Arlington Fleet Ltd),   [2020-04-12], （原始内容存档于2020-09-20）, ([home page]) : Arlington also makes use of rail connected depots and facilities around the country and has exclusive access to some logistically favourable sites. Examples include Eastleigh Works and Barrow Hill , ([paint shop]) : Arlington has designed and built a new paint shop at Eastleigh Works.
18. ↑  Knox, Patrick. . Southern Daily Echo. 2014-04-16  [2014-02-02]. （原始内容存档于2018-02-02）.